# Дачжу
Дачжу́ (кит. упр. 大竹, пиньинь Dàzhú) — уезд городского округа Дачжоу провинции Сычуань (КНР).

## История
При империи Лян в 537 году был образован уезд Юшань (游山县). При империи Тан в 700 году из него был выделен уезд Дачжу.
В 1950 году в составе провинции Сычуань был образован Специальный район Дачжу (大竹专区), в состав которого вошёл и уезд Дачжу. В 1953 году Специальный район Дачжу был расформирован, а входившие в его состав уезды перешли в состав других специальных районов; уезд Дачжу перешёл в состав Специального района Дасянь (达县专区).
В 1970 году Специальный район Дасянь был переименован в Округ Дасянь (达县地区). В 1993 году постановлением Госсовета КНР округ Дасянь был переименован в округ Дачуань (达川地区). В 1999 году постановлением Госсовета КНР округ Дачуань был трансформирован в городской округ Дачжоу.

## Административное деление
Уезд Дачжу делится на 3 уличных комитета, 21 посёлок и 27 волостей.